# Prophet of Evil: The Ervil LeBaron Story
Prophet of Evil: The Ervil LeBaron Story (conocida en España como Profeta del mal) es una película de drama y biografía de 1993, dirigida por Jud Taylor, escrita por Fred Mills, musicalizada por Craig Safan, en la fotografía estuvo Robert Draper y los protagonistas son Brian Dennehy, William Devane y Tracey Needham, entre otros. El filme fue realizado por Dream City Films y Hearst Entertainment Productions, se estrenó el 4 de mayo de 1993.

## Sinopsis
Se da a conocer el derribo de un indigno líder de un grupo chico de fundamentalistas mormones polígamos, que mando a matar a sus rivales.